# Y2K (стиль)
Y2K — інтернет-естетика, заснована на продуктах, стилях і моді кінця 1990-х — початку 2000-х років.

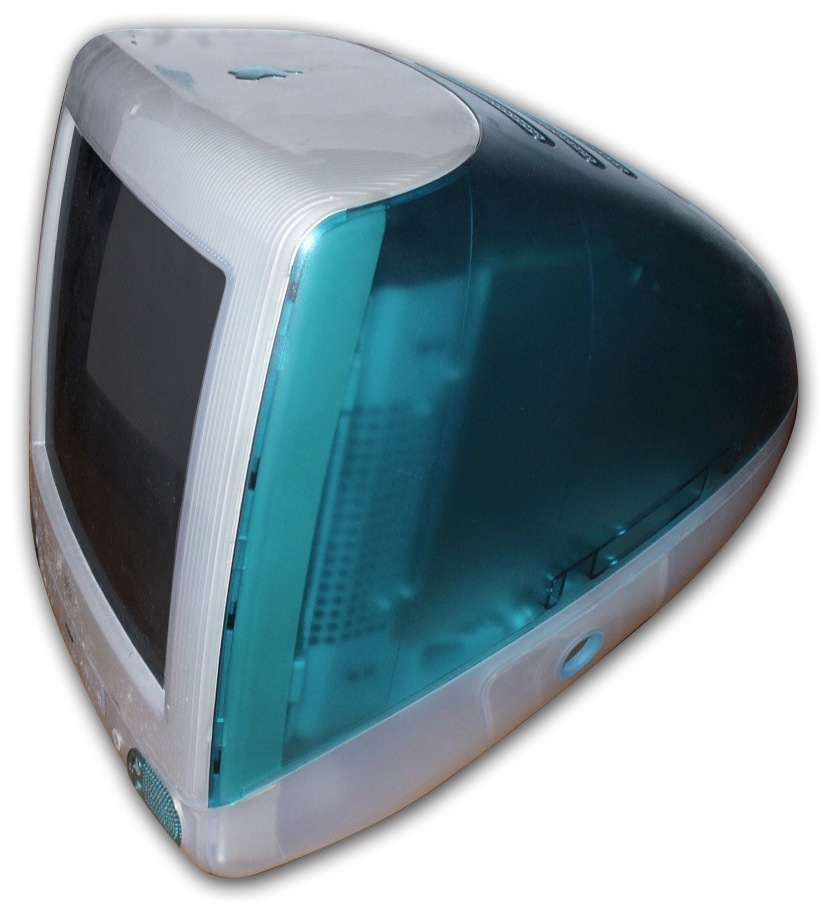
Apple iMac G3, приклад дизайну в стилі blobject, поширеного в естетиці Y2K

Назва Y2K походить від абревіатури, придуманої програмістом Девідом Едді для позначення 2000 року та його можливих комп'ютерних помилок. Естетика Y2K може включати синтетичні або металеві матеріали, надувні меблі та комп'ютерні інтерфейси епохи доткомів. Y2K також може переплітати в собі елементи естетики McBling, з якою Y2K іноді ототожнюють.
Спочатку Y2K як інтернет-естетика ретроспективно відсилала до ретрофутуристичної мистецької течії, для якої характерні металеві матеріали, кубооб'єкти та світловідбиваючий одяг. Оскільки термін «Y2K» привернув увагу широкого загалу впродовж 2020-х років, відтоді цей термін розширився до позначення моди 2000-х років загалом; перше визначення Y2K іноді називають Cybercore, щоб відрізнити його від інших пізніших термінів.

## Витоки
Y2K, ймовірно, походить від «nowstalgia» — явища, коли культура змінюється так швидко, що нові покоління сумують за тим, що було в недалекому минулому. Швидкі зміни у 2000-х роках були спричинені терактами 11 вересня, війною проти тероризму та швидким розвитком технологій, таких як iPod та iPhone.